# Morbid Records
Morbid Records war ein deutsches unabhängiges Musiklabel mit Sitz in Cottbus (bis 2006 in Drebkau). Das Label spezialisiert sich auf den Bereich Death-Metal- und Grindcore-Musik. Die bekanntesten und erfolgreichsten Bands des Labels sind Krabathor, Hypnös und Haemorrhage. 2008 stellte das Label die Arbeit ein.

## Geschichte
Gegründet wurde das Label im Dezember 1989 in Drebkau. In der Anfangszeit zu Beginn der 1990er wurden vor allem Vinyl-EPs veröffentlicht. 
Darauf folgten dann Alben der israelischen Band Salem, der polnischen Grindcore-Formation Dead Infection und der süddeutschen Death-Metal-Band Mangled Torsos. 
1995 bekam das Label massive Probleme mit der Zensur. Aufgrund einer Anzeige von Christa Jenal, die zuvor schon am Verbot von Cannibal-Corpse-Veröffentlichungen beteiligt war, wurde eine Durchsuchungsaktion bei dem Label gestartet. Es sollte der komplette Bestand an Tonträgern mit der Begründung beschlagnahmt werden, einige der Veröffentlichungen seien „sozialethisch desorientierend“ beziehungsweise „pornographisch“. Das Label konnte dies jedoch abwenden.
Seit dem 1. März 2008 ist das Label Bestandteil von War Anthem Records, dem Label des Party.San-Festivals.

## Ehemalige und aktuelle Bands des Labels
Morbid Records hat und/oder hatte bisher folgende Künstler unter Vertrag:
- Agathocles
- Blood
- Dead Infection
- Death Reality
- Dying Fetus
- Eternal Dirge
- Harmony Dies
- Impetigo
- Krabathor
- Lividity
- Mainpoint
- Manos
- Mucupurulent
- Nyctophobic
- Obscenity
- Postmortem
- Prostitute Disfigurement
- Salem
- Spawn